# Ophiuros
Ophiuros is een geslacht uit de grassenfamilie (Poaceae). De soorten van dit geslacht komen voor in delen van Afrika, Azië en Australazië.